# Laronxe
Laronxe település Franciaországban, Meurthe-et-Moselle megyében. Lakosainak száma 365 fő (2022. január 1.). Laronxe Fraimbois, Moncel-lès-Lunéville és Saint-Clément községekkel határos.

## Népesség
A település népességének változása:
| Lakosok száma | 445  | 428  | 429  | 366  | 377  | 373  | 371  | 368  | 366  | 365  |
|               | 1968 | 1982 | 1990 | 2006 | 2013 | 2015 | 2017 | 2019 | 2020 | 2022 |